# Anyphops phallus
Anyphops phallus är en spindelart som först beskrevs av Lawrence 1952.  Anyphops phallus ingår i släktet Anyphops och familjen Selenopidae. Inga underarter finns listade i Catalogue of Life.